# Carlos Delfino
Carlos Francisco Delfino (Santa Fe, 29 de agosto de 1982) es un baloncestista profesional argentino que pertenece a la plantilla del Benedetto XIV Cento de la Serie A2 italiana.
Fue una de las figuras de la selección de básquetbol de Argentina que ganó la medalla de oro en los Juegos Olímpicos de Atenas 2004, la medalla de oro en el FIBA Diamond Ball 2008, la medalla de bronce en los Juegos Olímpicos de Pekín 2008 y las medallas de oro en el Campeonato FIBA Américas de 2011 y en el de 2022. También fue semifinalista en el Mundial de Japón de 2006 y en los Juegos Olímpicos de Londres 2012, entre otros logros. Carlos juega de escolta o de alero y es uno de los argentinos que pasó por la NBA. Fue la elección número 25 de los Detroit Pistons en el draft del año 2003, denominado el mejor de la historia, y jugó 8 temporadas en la liga estadounidense entre Detroit Pistons (campeón de conferencia en 2005 y de división en 2006/2007), Toronto Raptors, Milwaukee Bucks y Houston Rockets.
Su último partido oficial en la NBA fue jugando para los Houston Rockets en abril de 2013, fecha desde la cual permaneció en recuperación a raíz de una lesión en el pie que demandó siete operaciones. Su regreso oficial a las canchas se dio en los juegos olímpicos de Río 2016, cuando el seleccionado argentino enfrentó a su par nigeriano.
Ganador de diversos títulos y medallas con su selección, donde fue parte de la camada de jugadores argentinos pertenecientes a la que se denominó La Generación Dorada, y con la que participó en cuatro Juegos Olímpicos: fue oro en Atenas 2004, bronce en Pekín 2008, cuarto puesto en Londres 2012 y cuartos de final en Río 2016. Admirado por muchos y tenido como gran ejemplo de resiliencia y lucha contra las adversidades, con 41 años aún permanece activo y juega en la selección nacional.

## Carrera
Comienza a jugar a la edad de 6 años cuando su abuelo Carlos Felipe le construye una canasta en el patio de su casa. "Siempre fui un apasionado. Tal es así que de chico, cuando a la noche mi padre me mandaba a la cama, yo esperaba que todos en la casa se durmieran y a oscuras, en mi cuarto, jugaba con la pelota y un pequeño aro que tenía colgado en la pared", recuerda Delfino. Realiza las divisiones formativas en los clubes Círculo Israelita Macabi, donde da sus primeros pasos, saliendo campeón con la primera división transitando las inferiores. Luego Unión de Santa Fe. Su talento lo llevaría rápidamente a seleccionados de su provincia en los Campeonatos Argentinos de las diferentes categorías por las que iba pasando.
Luego de un corto paso por Club Deportivo Libertad de Sunchales jugando la Liga Nacional de Básquet, Delfino retornó a Unión de Santa Fe para destacarse en el club de sus amores jugando la liga "B".
Al finalizar la temporada y todavía sin cumplir 18 años, Carlos decide seguir su carrera en el Viola Reggio Calabria de Italia donde juega 2 años, antes de pasar al Fortitudo Bologna donde se destaca jugando la Euroliga 2004 y se convierte en uno de los mejores jóvenes prospectos de Europa.
Fue elegido en la primera ronda del Draft de 2003 (n.º 25) por Detroit Pistons, siendo el séptimo jugador argentino en ser dratfeado y el primero en lograrlo en primera ronda.
En la temporada 2007/08 de la NBA jugó para los Toronto Raptors, donde cumplió un destacado rol de sexto hombre.
En la temporada 2008/09 se marchó a Europa a jugar en el BK Jimki de la Superliga rusa, donde se convirtió en uno de los jugadores mejor pagados de Europa. Se destacó en las etapas definitorias y logró con ese club el acceso a la Euroliga, fue subcampeón tanto de la Superliga Rusa como de la Eurocup.
En agosto de 2009 firmó por tres años con los Bucks de Milwaukee de la NBA. Durante la temporada 2009/2010 se afianzó como alero titular con un porcentaje de 10 puntos por partido, 4 rebotes y 2.6 asistencias. Fue, además, una de las figuras destacadas en la primera ronda de playoffs que el equipo disputó contra los Atlanta Hawks. Su buena actuación general hizo que la dirección de Milwaukee garantizara su último año de contrato.
En noviembre de 2010, a inicios de la temporada, sufrió una conmoción cerebral a raíz de un golpe recibido en un partido contra los Minnesota Timberwolves. Luego de estar más de dos meses y medio sin jugar, regresó rápidamente al quinteto titular y luego de un periodo de ajuste físico, retomó el nivel de juego anterior a su lesión. En marzo de 2011, superó su récord de puntos en un partido de NBA: tanto contra New York Knicks como contra Sacramento Kings anotó 30 puntos.
El verano del 2012 se compromete por medio de un contrato con los Houston Rockets. Donde logra una de sus mejores temporadas en la mejor liga del mundo viniendo desde la banca jugando como sexto hombre logrando también como equipo entrar a Playoffs. Carlos termina como máximo encestador de tiros de tres puntos por minutos jugados de toda la liga NBA. Lamentablemente termina la temporada fracturándose el hueso escafoides de su pie derecho, al caer mal después de lograr una volcada sobre Kevin Durant en el partido 4 de los Playoffs contra los Oklahoma City Thunder. Dicha lesión le obligó a permanecer alejado de las canchas durante más de tres años, periodo en el cual se sometió a siete operaciones, pensando seriamente en la retirada definitiva.
Quedó como agente libre el 30 de junio de 2013. A mediados de julio del 2013 firma contrato por 3 temporadas con Milwaukee Bucks.
Luego de permanecer lesionado toda la temporada el 26 de agosto de 2014 es traspasado a Los Angeles Clippers, equipo que le rescinde su contrato en busca de mejorar su margen salarial.
En marzo de 2017 se confirmó su regreso a la Liga Nacional de Básquet de Argentina para actuar en el Club Atlético Boca Juniors tras casi cuatro años sin actividad oficial en ningún club.
En 2017, tras realizar la temporada con el Saski Baskonia, firmó contrato como refuerzo temporal del primer equipo ante la lesión de Jordan McRae y Patricio Garino, ambos jugadores del mismo puesto que Carlos. Tras ese breve paso, en octubre de 2017 quedó sin equipo.
En julio de 2018 se confirmó su regreso a las canchas al firmar contrato con Fiat Torino de la Lega Basket Serie A de Italia, equipo el que jugó hasta enero de 2019 tras ser despedido a causa de una agria discusión con el vicepresidente del club, Francesco Forni.

Esta es una oportunidad muy importante, estoy ansioso por comenzar a contribuir con una sociedad que apunta a la mejora constante como Fiat Torino. Es un compromiso muy estimulante. Haré todo lo posible para estar a la altura de mis expectativas y me siento preparado. En los últimos meses he entrenado regularmente en Virtus y las respuestas han sido positivas.
El baloncesto sigue siendo baloncesto, más allá de las estaciones. Cuando llegué a Italia, hace mucho tiempo, tenía 17 años y estaba hambriento, con muchas ganas de jugar. Ciertamente he adquirido experiencia, pero el deseo de ingresar al campo y dar mi contribución no ha cambiado, los estímulos y las mismas motivaciones.
Carlos Delfino.

El 27 de febrero de 2019 se confirmó su fichaje por el Fortitudo Bologna, club en el que ya había jugado quince años antes y que en ese momento se encontraba disputando la Serie A2, la segunda división del baloncesto italiano. Al final de la temporada se consagró campeón con el equipo, que ascendió a la Serie A. Después de promediar 9,1 puntos, 2,7 rebotes y 1,9 asistencias, se informó que el equipo italiano estaba en negociaciones para reincorporar a Delfino. Sin embargo, de acuerdo al periódico de Bolonia il Resto del Carlino, las negociaciones llegaron a un punto muerto y el regreso del jugador no se concretó.
El 7 de julio de 2020 ficha para el Victoria Libertas Pesaro.
El 22 de diciembre de 2023 se anunció que seguiría en Italia, tras su contratación con el Benedetto XIV Cento de la Serie A2.

### Selección nacional
Debutó en la selección el 13 de julio de 2004 contra Paraguay en el Sudamericano de Campos de Brasil logrando un campeonato en tierras brasileras después de mucho tiempo. Sus presencias internacionales en selecciones han sido en el Sudamericano de Cadetes de 1997 y 1998, Sudamericano Juvenil del 2000, Panamericano Sub-21 de 2000, Mundial Sub-21 de 2001, Juegos Olímpicos de 2004 (medalla dorada), Mundial de Japón 2006, el Torneo Preolímpico de 2007, FIBA Diamond Ball 2008 (medalla dorada), Juegos Olímpicos 2008, Mundial de 2010, el Torneo de las Américas 2011 (medalla dorada), los Juegos Olímpicos de Londres 2012 (4.º puesto) y los Juegos Olímpicos de Río 2016 (cuartos de final).
Cumplió una destacadísima actuación durante el último Campeonato Mundial de Baloncesto de 2010 en el que finalizó con un promedio de 20,6 puntos por partido. Su aporte junto con el de Luis Scola fue clave para que Argentina obtuviera el quinto puesto.
En 2011 fue el alero titular de la Selección de básquetbol de Argentina que ganó el Torneo de las Américas de 2011 con un promedio de 11,5 puntos por partido.
A pesar de tener algunos contratiempos (debido al nacimiento de sus mellizos y apresurar su rehabilitación) no solo participó sino que se destacó de sobremanera en los JJOO Londres 2012.
En los primeros meses de 2016 Delfino tuvo una asombrosa recuperación y esto le permitió regresar a la actividad deportiva, siendo parte de la Selección de básquetbol de Argentina que jugó los Juegos Olímpicos de Río 2016.
En noviembre de 2021, a los 39 años de edad, fue nuevamente convocado a la Selección nacional para disputar las eliminatorias FIBA para la Copa Mundial de Baloncesto de 2023.
En septiembre de 2022 disputó con el combinado absoluto argentino el FIBA AmeriCup de 2022, ganando el oro al derrotar al combinado brasileño en la final.
En agosto de 2023, Delfino fue incluido en la lista de doce jugadores para disputar el torneo preolímpico preclasificatorio para los Juegos Olímpicos de París 2024.

## Vida privada
Llamarse Carlos en su familia es toda una tradición: él es la quinta generación de Carlos, ya que todos los hijos varones mayores reciben ese nombre. Carlos continuó con el legado y a su primer hijo varón, uno de sus mellizos nacidos en 2012, lo bautizó con el nombre de Carlos Italo. Su padre Carlos Gustavo también fue baloncestista profesional. Es el hermano mayor de Lucio Delfino.
Tiene tres hijos, Milagros, Carlos y Cecilia, los dos últimos nacidos en 2012. Su esposa es la deportista italiana Martina Cortese.

## Estadísticas

### Temporada regular
| Año     | Equipo    | PJ  | PT  | MPP  | %TC  | %3P  | %TL  | RPP | APP | ROB | TPP | PPP  |
| ------- | --------- | --- | --- | ---- | ---- | ---- | ---- | --- | --- | --- | --- | ---- |
| 2004–05 | Detroit   | 30  | 4   | 15.3 | .359 | .257 | .575 | 1.8 | 1.3 | .7  | .2  | 3.9  |
| 2005–06 | Detroit   | 68  | 1   | 10.7 | .403 | .333 | .672 | 1.7 | .6  | .3  | .2  | 3.6  |
| 2006–07 | Detroit   | 82  | 1   | 16.7 | .415 | .333 | .787 | 3.2 | 1.1 | .6  | .1  | 5.2  |
| 2007–08 | Toronto   | 82  | 0   | 23.5 | .397 | .382 | .744 | 4.4 | 1.8 | .8  | .1  | 9.0  |
| 2009–10 | Milwaukee | 75  | 66  | 30.4 | .408 | .367 | .782 | 5.3 | 2.7 | 1.1 | .3  | 11.0 |
| 2010–11 | Milwaukee | 49  | 40  | 32.4 | .390 | .370 | .800 | 4.1 | 2.3 | 1.6 | .2  | 11.5 |
| 2011–12 | Milwaukee | 54  | 53  | 28.5 | .402 | .360 | .792 | 3.9 | 2.3 | 1.5 | .2  | 9.0  |
| 2012–13 | Houston   | 67  | 5   | 25.2 | .405 | .375 | .857 | 3.3 | 2.0 | 1.0 | .1  | 10.6 |
| Total   | Total     | 507 | 170 | 22.8 | .401 | .365 | .758 | 3.6 | 1.7 | .9  | .2  | 8.1  |

### Playoffs
| Año   | Equipo    | PJ | PT | MPP  | %TC  | %3P  | %TL   | RPP | APP | ROB | TPP | PPP  |
| ----- | --------- | -- | -- | ---- | ---- | ---- | ----- | --- | --- | --- | --- | ---- |
| 2006  | Detroit   | 8  | 0  | 4.0  | .167 | .500 | 1.000 | .5  | .3  | .1  | .0  | .6   |
| 2007  | Detroit   | 16 | 0  | 8.4  | .405 | .188 | .667  | 1.3 | .5  | .3  | .1  | 2.3  |
| 2008  | Toronto   | 5  | 0  | 24.2 | .405 | .267 | .900  | 4.8 | 2.2 | .8  | .0  | 8.6  |
| 2010  | Milwaukee | 7  | 7  | 32.3 | .356 | .405 | .750  | 4.0 | 2.6 | .7  | .3  | 10.0 |
| 2013  | Houston   | 5  | 0  | 24.0 | .375 | .355 | 1.000 | 2.4 | 2.0 | .6  | .2  | 9.0  |
| Total | Total     | 41 | 7  | 15.5 | .373 | .337 | .846  | 2.2 | 1.2 | .4  | .1  | 4.9  |

## Logros y reconocimientos

### Selección nacional
- Medalla de oro en el Sudamericano juvenil en 2000 (MVP del Torneo).
- Medalla de oro en el Panamericano Sub-21 en 2000(MVP de la Final).
- Medalla de bronce en el Mundial Sub-21 en 2001.
- Medalla de oro Campeonato Sudamericano de Mayores de 2004.
- Medalla de bronce en el FIBA Diamond Ball 2004.
- Medalla de oro en los Juegos Olímpicos de 2004.
- Medalla de plata en el Campeonato FIBA Américas de 2007.
- Medalla de oro en el FIBA Diamond Ball 2008.
- Medalla de bronce en los Juegos Olímpicos de 2008.
- Medalla de oro en el Campeonato FIBA Américas de 2011.
- Medalla de oro en el FIBA AmeriCup de 2022.

### Individuales
- Revelación Clarín de Oro 2000.
- Olimpia de Plata 2012